# Hermandad de la Candelaria (Jerez)
Hermandad Sacramental y Cofradía de Nazarenos de Nuestro Padre Jesús de las Misericordias, Nuestra Señora de la Candelaria y Santa Mujer Verónica es una cofradía religiosa de la ciudad de Jerez de la Frontera, procesiona desde el barrio de la Plata, durante la jornada del Lunes Santo.

## Historia
En 1956 un grupo de vecinos del barrio de La Plata se trasladan a Sevilla donde allí es aprobada como cofradía. El 9 de abril de 1957 son aprobadas sus reglas, y en la Semana Santa de ese año salieron un pequeño grupo de nazarenos en representación en la Hermandad de la Viga. No será hasta la Semana Santa del año siguiente cuando la hermandad procesionase por primera vez, tan solo con la imagen de Verónica y Jesús, ambas realizadas por Castillo Lastrucci.

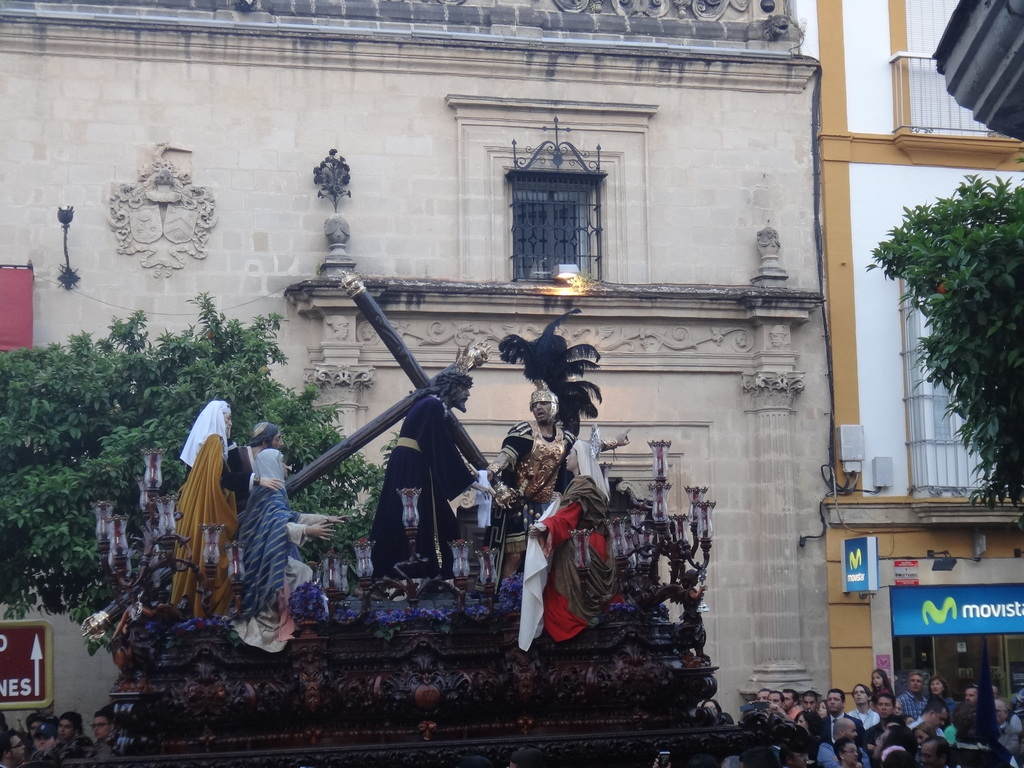
Nuestro Padres Jeśus de las Misericordias

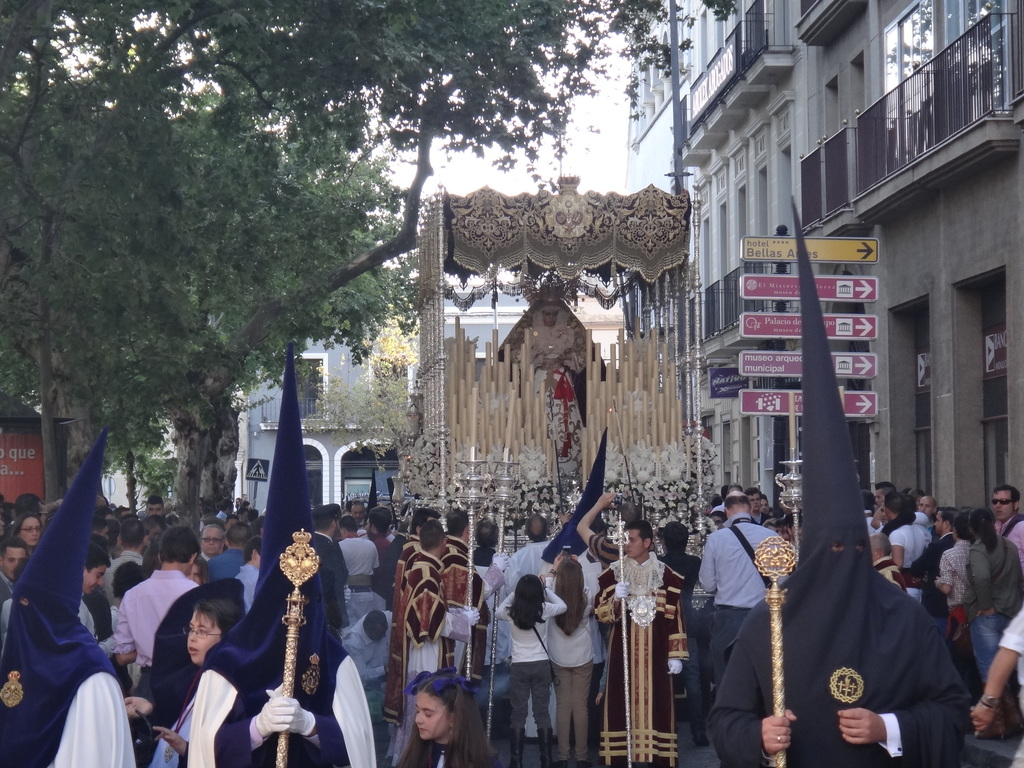
Palio de Nuestra Señora de la Candelaria

En 1969 procesiona por primera vez Nuestra Señora de la Candelaria bajo palio. Poco después la imagen de Nuestro Padre Jesús de las Misericordias se vio muy afectada por el ataque de los xilófagos, la cual tuvo que ser destruida y sustituida por el actual, obra de Francisco Pinto Berraquero. En el año 2006 son encargadas el resto de imágenes secundarias del paso de misterio. Esta Hermandad tiene el honor de haber participado en el Santo Vía Crucis Magno celebrado en Madrid en 2011 ante el Santo Padre Benedicto XVI, dentro del programa de actos del JMJ Madrid 2011, participando con el paso de Jesús de la Misericordia y la mujer Verónica.   

## Túnica
La túnica y el antifaz son morados, con la diferencia del tejido, que en el caso del antifaz es terciopelo y en el primero es de sarga, su cíngulo trenza de hilo de oro y morado de ocho cabos, y su capa es de color hueso. El escudo bordado en oro, sobre la parte delantera del antifaz, y guante blanco.

## Pasos
En el paso de misterio aparece Jesús cargando la cruz por la vía de la Amargura, donde la Santa Mujer Verónica limpia el rostro de Jesús mientras un soldado romano le insiste en que siga caminando, tras el mismo Simón de Cirene ayuda al Señor a cargar el peso de su cruz, mientras las hijas de Jerusalén lloran desconsoladamente. Acompaña musicalmente la Agrupación Musical "Lágrimas de Dolores", de San Fernando (Cádiz).
En el segundo de los pasos aparece Nuestra Señora de la Candelaria bajo palio. Acompaña musicalmente la Banda Municipal "Maestro Enrique Galán" de Rota (Cádiz).

## Sede

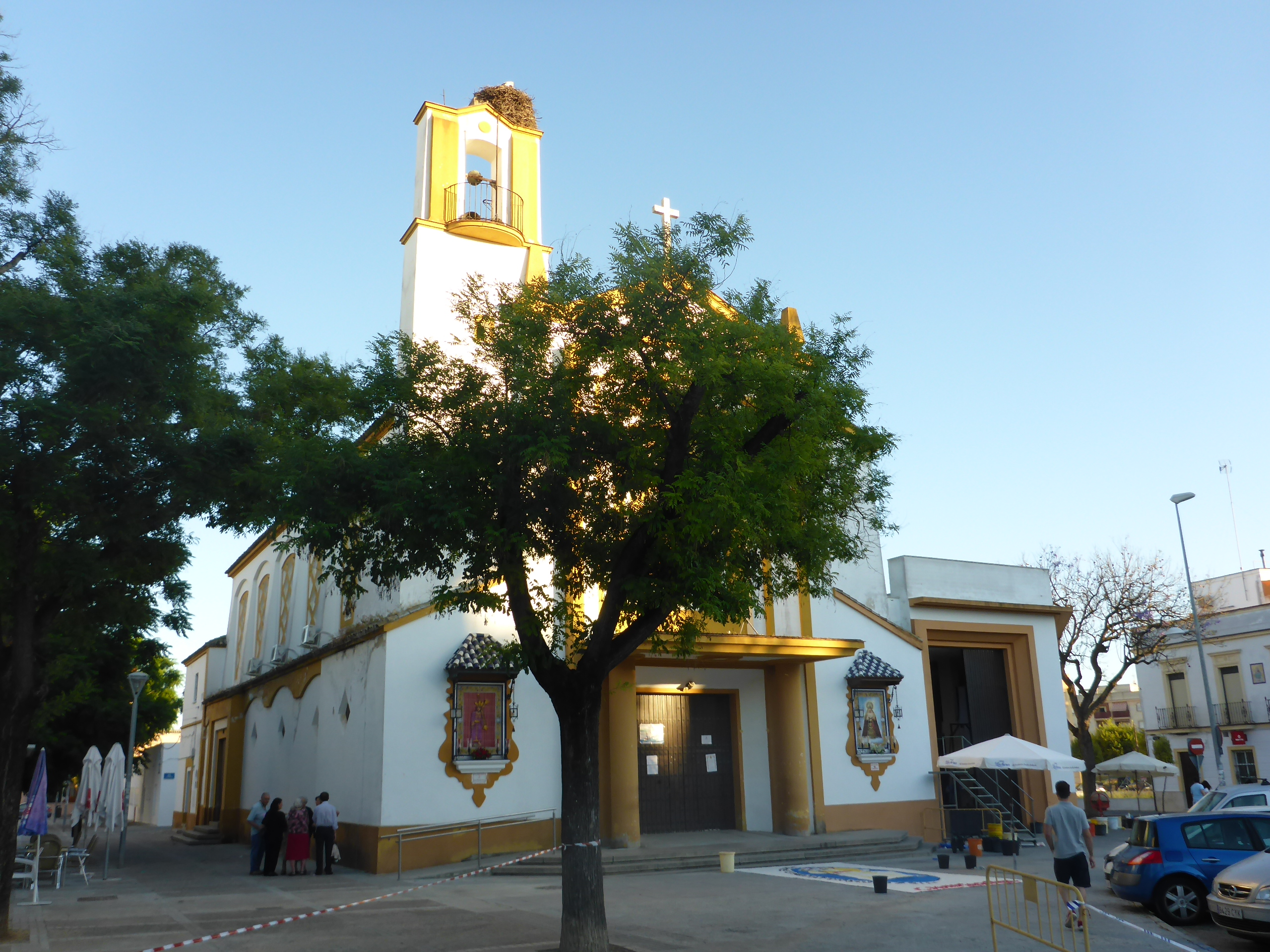
Sede engalanada por el Corpus

Su sede canónica es la Parroquia de Santa Ana, en el barrio de La Plata. El templo fue construido en los años 50,por el arquitecto municipal Fernando de la Cuadra, casi contemporáneamente a las construcciones de la Parroquia de Fátima y la Parroquia de las Viñas. En este templo también se fundó la Hermandad del Perdón en el año 1963, con la cual mantiene una estrecha relación.

## Paso por Carrera Oficial
| Predecesor: Paz de Fátima | Orden de entrada en Carrera Oficial (Lunes Santo) 2º lugar | Sucesor: La Cena |